# Capitaines
Capitaines is het achtste muziekalbum van de Franse muziekgroep Minimum Vital. Het is hun eerste studioalbum sinds vijf jaar. Het album bevat een mengeling van progressieve rock, folk en middeleeuwse troubadourachtige muziek. Het album is grotendeels instrumentaal. De gitaarstem vertoont veel overeenkomst van de gitaarsound van Mike Oldfield uit zijn begintijd. Anderen hoorden Steve Hackett begeleid door Gentle Giant. De muziek werd opgenomen vanaf maart 2006 tot oktober 2008 in de studio Vital van de broertjes Payssan.
Het zou weer zes jaar duren voordat er een opvolger kwam in Pavanes. 

## Musici
- Jean-Luc Payssan: percussie, gitaar, stem
- Thierry Payssan: toetsinstrumenten, percussie, stem
- Eric Rebeyrol: basgitaar
- Sonia Nedelec: zang; zingt in een mengelmoes van talen waaronder een door de gebroeders Payssan zelfverzonnen taal

Met
- Laure Mitou – harp
- Gillet Pialat – elektronisch slagwerk

## Muziek
Alle van gebroeders Payssan

| Nr. | Titel                      | Duur |
| --- | -------------------------- | ---- |
| 1.  | She moves through the fair | 4:12 |
| 2.  | Avec Uppsala               | 6:43 |
| 3.  | Mauresque                  | 5:48 |
| 4.  | En terre etrangère         | 4:28 |
| 5.  | La croix de Bourghi Bandô  | 3:30 |
| 6.  | Le chant de Gauthier       | 7:21 |
| 7.  | En superbô                 | 5:24 |
| 8.  | Capitaines                 | 6:53 |
| 9.  | La route                   | 7:08 |

She moves is gebaseerd op een Iers volksliedje, dat veel bekender werd door de adaptatie in Belfast Child van Simple Minds; Le chant verwijst naar troubadour Gautier de Coincy.